# Messa (torrente)
La Messa (Méhi in franco-provenzale) è un torrente del Piemonte, affluente in sinistra idrografica della Dora Riparia. Il suo corso si sviluppa interamente nel territorio della città metropolitana di Torino.

## Percorso
Il torrente si origina da alcuni rami sorgentizi che scendono verso sud-est dalla Punta della Croce e dal Monte Rognoso, in comune di Rubiana. Scendendo a valle il solco scavato dal torrente si approfondisce, formando a tratti delle vere e proprie gole, e il suo precorso si orienta quasi esattamente in senso nord-sud.
Raggiunto l'abitato di Almese la Messa entra nel solco principale della Valle di Susa e devia progressivamente verso est. Dopo aver raccolto da sinistra le acque del suo principale affluente, il rio Morsino, lambisce l'abitato di Drubiaglio (comune di Avigliana), dove viene scavalcato dalla ex SS 24. Sovrappassato anche dall'autostrada del Frejus raggiunge infine la Dora Riparia, nella quale confluisce a quota 341 m s.l.m.

## Principali affluenti
- In sinistra idrografica:
  - rio della Bassa: è un breve corso d'acqua che drena il valloncello dominato dalla Madonna della Bassa e confluisce nella Messa presso la borgata Casei Superiore;
  - rio Morsino: raccoglie le acque dell'ampio circo glaciale compreso tra il monte Curt e il Musinè[4] e, dopo aver attraversato l'abitato di Rivera, le convoglia nella Messa poco a monte di Drubiaglio.
- In destra idrografica:
  - rio Bellacomba: nasce sul versante orientale della Roccasella e confluisce in destra idrografica nella Messa a valle del centro comunale di Rubiana.

## Esondazioni
La Messa, specie nel suo tratto più a valle, in occasione di precipitazioni particolarmente intense ha causato in passato notevoli danni con le sue esondazioni. Per questo il suo corso fu deviato varie volte e furono costruite numerose opere di difesa idraulica a protezione dell'abitato di Almese e delle borgate circostanti.

## Pesca
Sul torrente e su tutti i suoi affluenti e defluenti è in vigore la regolamentazione specifica per la pesca in acque salmonicole di particolare pregio.